# Abolboda abbreviata
Abolboda abbreviata är en gräsväxtart som beskrevs av Gustaf Oskar Andersson Malme. Abolboda abbreviata ingår i släktet Abolboda och familjen Xyridaceae. Inga underarter finns listade i Catalogue of Life.